# Pedrão
Pedrão est une municipalité brésilienne de l'État de Bahia et la Microrégion de Feira de Santana.